# Paestum

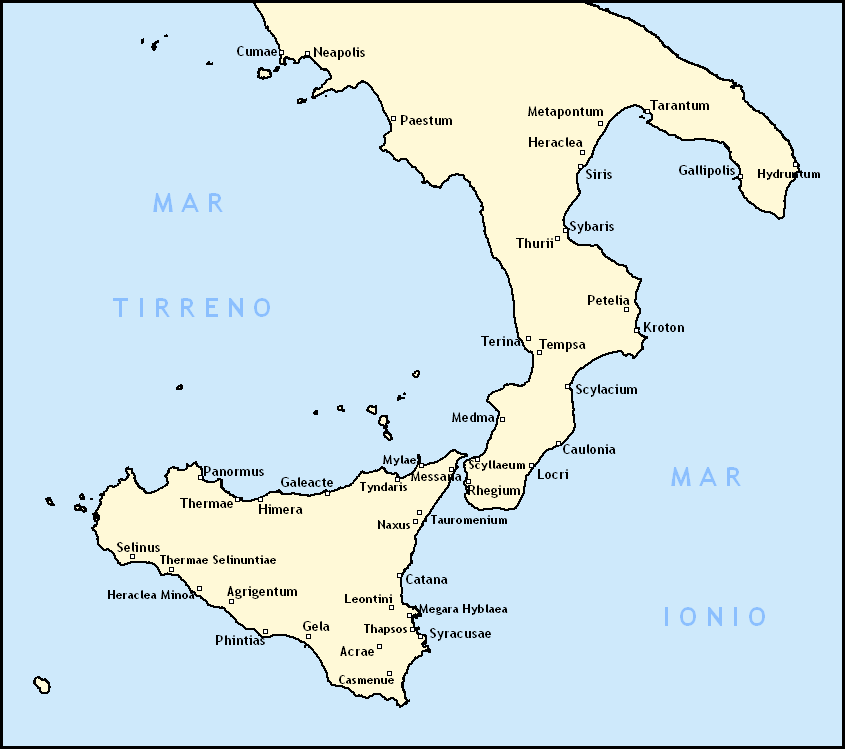
Karta över grekiska kolonier i Syditalien. Paestum i norr, vid "stövelns" vrist.

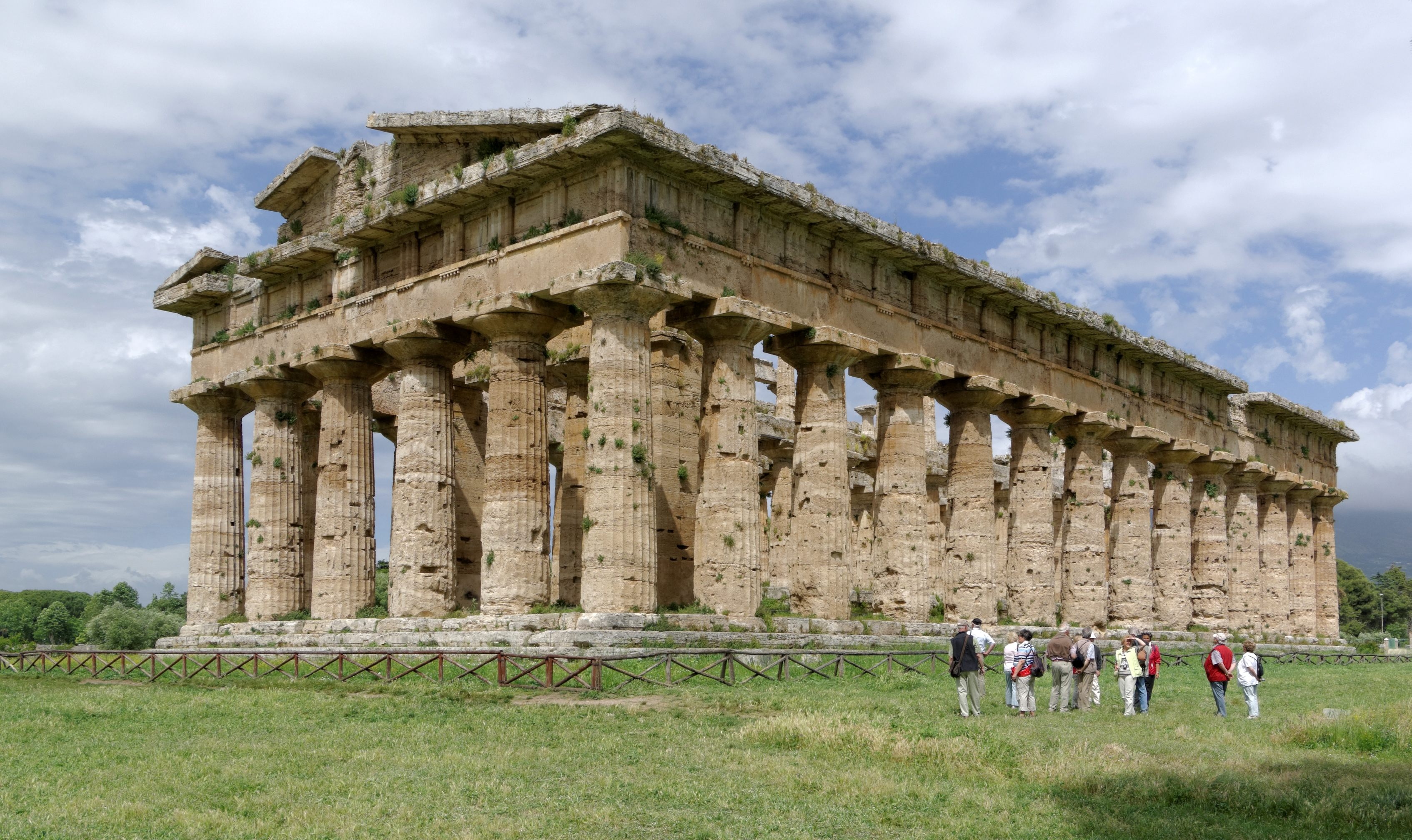
Poseidontemplet i Paestum

Paestum är en antik stad och världsarv vid Salernobukten i Italien, sydost om Salerno. Paestum grundades som Poseidonia (Ποσειδωνία) omkring 600 f.Kr. av greker från Sybaris och nådde sin blomstring som handels- och hamnstad under senare häften av 500-talet f.Kr. Från denna tid härstammar tre berömda doriska tempel. Staden erövrades av lukanerna på 300-talet f.Kr. Efter att romarna hade besegrat Pyrrhos ditförde de till Paestum en koloni, som visste att försvara sig mot Hannibal.
Inbäddat i trädgårdar, med utsikt över det närbelägna havet, var Paestum en för sin sundhet och sina "två gånger blommande rosor" berömd stad, till dess omgivningen försumpades och malarian gjorde sitt intåg, inte senare än på Augustus tid. Vid saracenernas anfall på 800-talet flydde invånarna till bergen och grundlade en ny stad, Capaccio. Den normandiske härföraren Robert Guiscard bortförde en stor del av dess bild- och byggnadsdetaljer. 

## Byggnader
Paestum har ännu idag kvar betydande ruiner av präktiga tempel. Störst är ruinerna av det så kallade Poseidontemplet (som sannolikt egentligen är helgat till Hera), kanske det finaste av 400-talets f.Kr. grekiska byggnadsverk i dorisk stil, 60 meter långt och 24,25 meter brett, med 6-14 (således 36) både starka och graciösa kannelerade, en gång stuckbeklädda travertinkolonner, tre trappsteg över jordytan. Det upphöjda inre (cellan) är treskeppigt med två rader av 7 kolonner. Strax söder därom ligger ett andra Heratempel (ofta, utan skäl, benämnt "basilikan"), från 500-talet f.Kr., 54,30 x 24,55 meter med snett genom 50 (9-18) kolonner tredelat inre. I närheten har man grävt upp förhistoriska kärl. Athenatemplet (tidigare även tillskrivet Ceres) är 32,25 meter långt, 14,25 meter brett med 6-13 (alltså 34) kolonner. Det är yngre än "basilikan", men äldre än Poseidontemplet. Mellan Demeter- och Poseidontemplen, i närheten av kvarlevorna av en amfiteater, ligger det romerska så kallade fredstemplet. Märkvärdig är även den nästan fullständigt bevarade stadsmuren.